# Elmpt

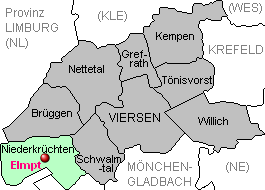
Ligging van Elmpt binnen de Duitse gemeente Niederkrüchten in de Kreis Viersen.

Elmpt is een dorp binnen de Duitse gemeente Niederkrüchten (NL: Nederkruchten) in de Kreis Viersen (Noordrijn-Westfalen).  Tussen de plaats en de Duits-Nederlandse grens ligt het uitgestrekte Elmpter Wald, dat bijna de helft beslaat van het grondgebied van de gemeente. Direct ten noorden van  Elmpt ligt het gehucht Overhetfeld, waar zich de 'Elmpter Kapelle' (St. Maria an der Heiden) bevindt.

## Geschiedenis

Samen met Kruchten (Niederkrüchten en Oberkrüchten) hoorde Elmpt historisch tot de Zuidelijke Nederlanden als deel van het ambt Montfort binnen het Overkwartier van het hertogdom Gelre. Beide plaatsen vielen vervolgens onder Spaans en Oostenrijks (Belgisch) bewind. Ze waren vanaf de middeleeuwen tot aan 1815 niet minder (Zuid-)Nederlands dan het naburige Roermond.  
In de Franse tijd behoorden Kruchten en Elmpt tot het departement Nedermaas als kanton binnen het arrondissement Roermond. Na het Wener Congres kwam dit slurfvormig gebiedje aan de grens bij Roermond op 18 mei 1815 aan de Pruisische koning Friedrich Wilhelm III en werd het een deel van de Pruisische Rijnprovincie. In 1972 werden beide voorheen zelfstandige gemeenten samengevoegd.

## Eerste vermelding
Elmpt werd (mogelijk) voor het eerst genoemd in 1157, want in het naburige Beesel werd melding gemaakt van een balk met het opschrift: Wij van Elmpt hebben die kerk gebouwd anno 1157. Deze balk is echter verloren gegaan.

## Bezienswaardigheden
- Haus Elmpt, het kasteel van de heren van Elmpt, waarvan de geschiedenis tot de 12e eeuw teruggaat. Aanvankelijk een burcht, later de zetel van de heren van Elmpt, met traptoren (1550), oostvleugel (1650), poorttoren en bordes (1750) met het alliantiewapen van de families Rhoe van Obsinnich (heer van 1701-1759) en Kettler.
- Sint-Laurentiuskerk, driebeukige laatgotische hallenkerk van omstreeks 1440, toren van 1611.
- Kapelle Sankt Maria an der Heiden, bedevaartskapel in Overhetfeld, in de volksmond genaamd „Elmpter Kapelle”, vermoedelijk door de heren van Elmpt gebouwd (1703). In houtsnijwerk gebeeldhouwd altaar uit Antwerpen, ca. 1530-1540, waarin een genadebeeld van Maria.

## Natuur en landschap
Elmpt ligt op een hoogte van ongeveer 60 meter, nabij de Elmpter Bach. Ten westen van Elmpt ligt het Elmpter Wald. Het dorp ligt tevens dicht bij de Swalm.

## Nabijgelegen kernen
In Nederland (gemeente Roermond): Boukoul (stadsdeel Swalmen) en Asenray (stadsdeel Maasniel); in Duitsland:  Oberkrüchten, Niederkrüchten en Brüggen.

## Galerij

Wapen van de Heren van Elmpt
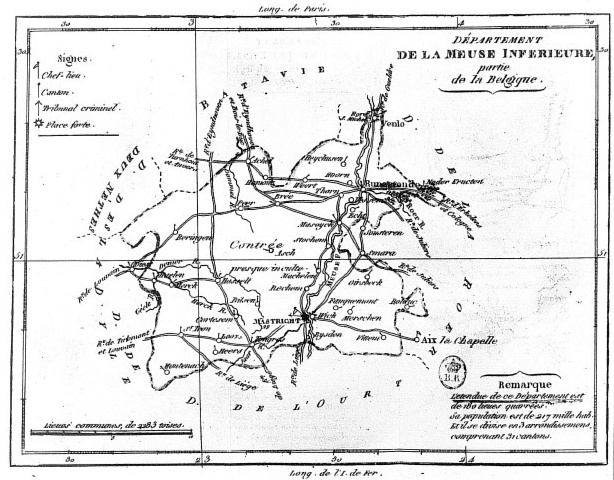
Elmpt en Kruchten vormden het enige kanton van het Departement van de Nedermaas dat in 1815 niet bij de nieuwe provincie Limburg getrokken werd
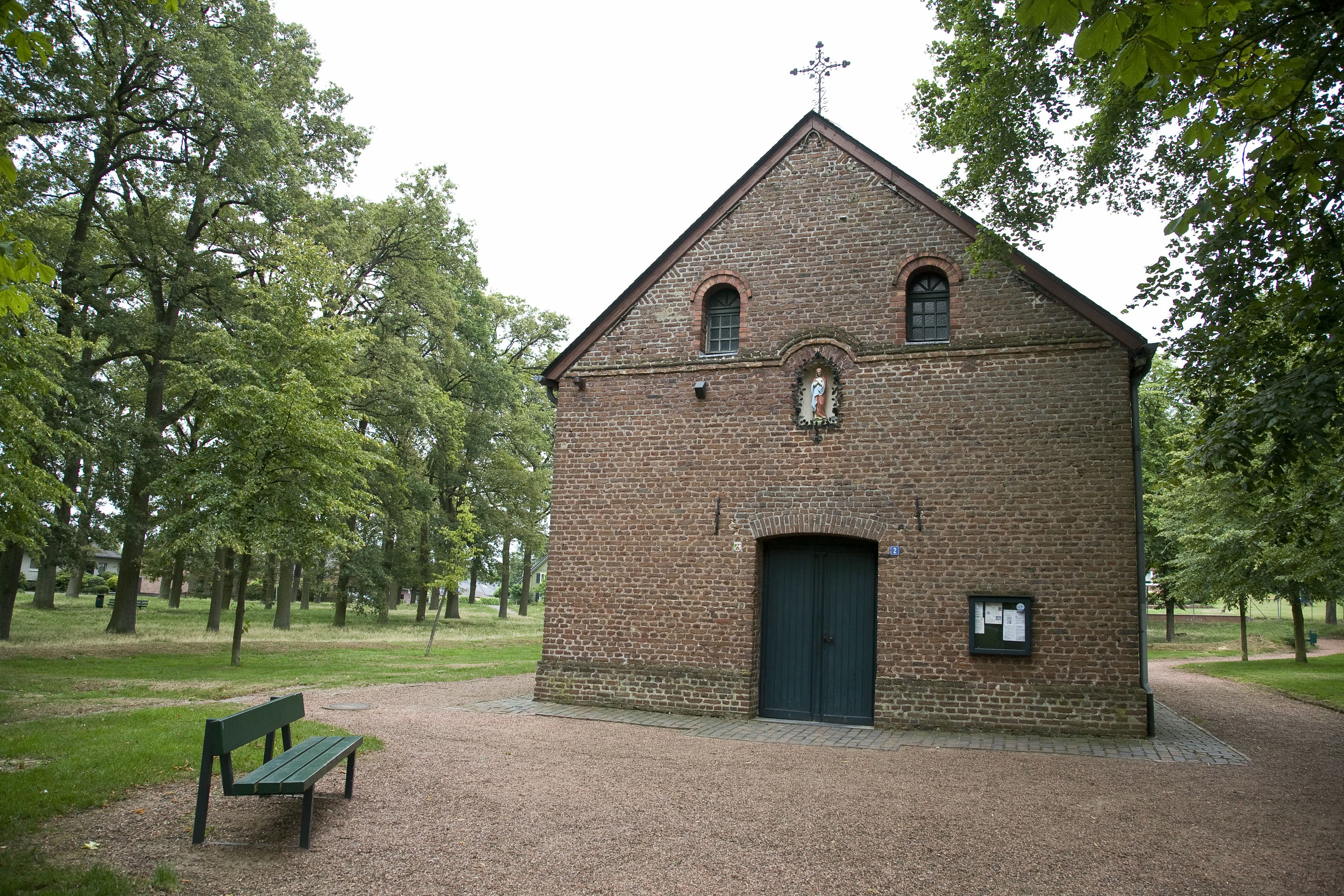
Voorzijde bedevaartskapel Maria an der Heiden, gelegen op het dorpsplein van Overhetfeld
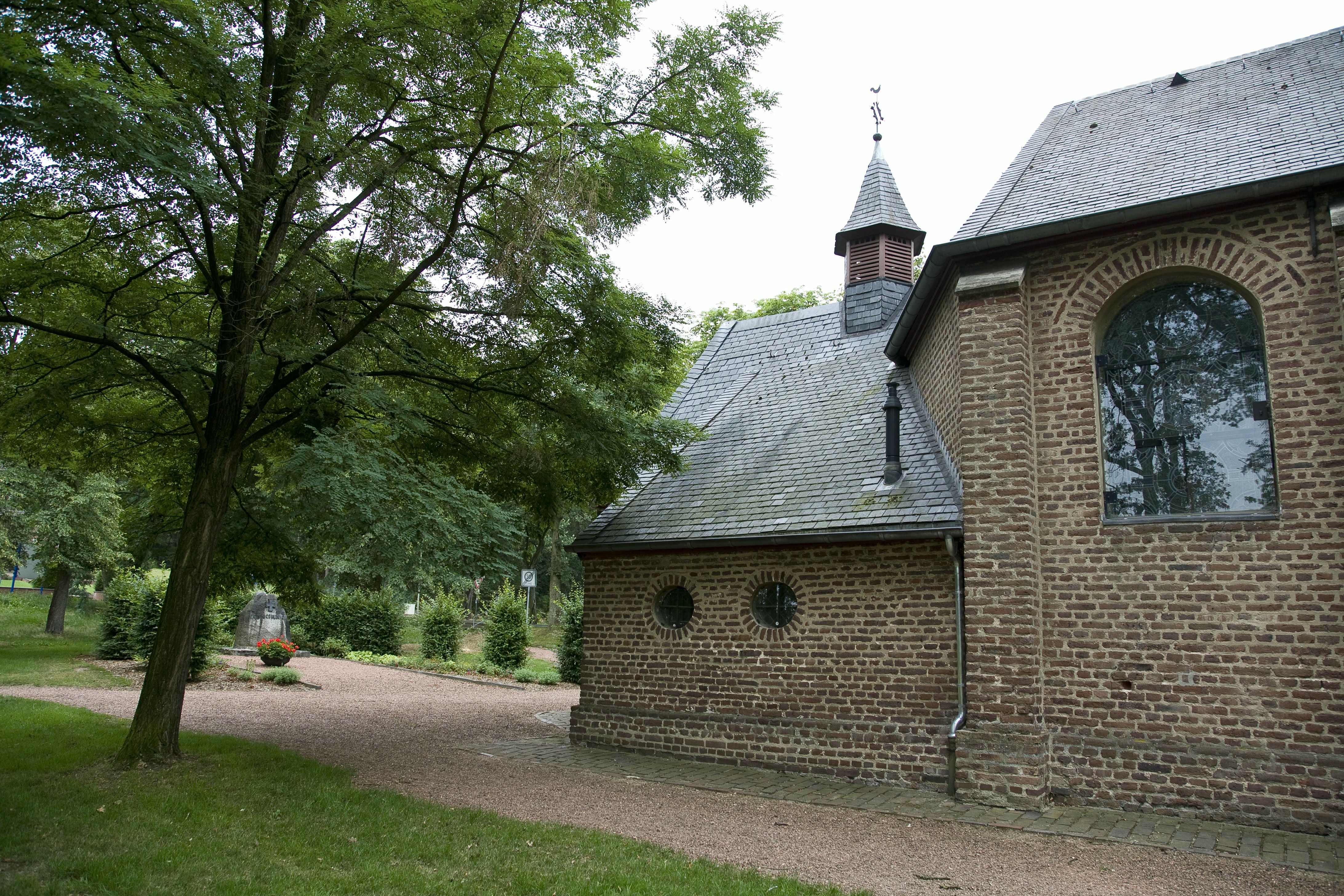
Zijaanzicht bedevaartskapel Maria an der Heiden